# Посольство Брунея в России
Посольство Государства Бруней-Даруссалам в Российской Федерации — дипломатическая миссия Брунея в России, расположена в Москве в районе Хамовники (район Москвы).
- Посол Государства Бруней-Даруссалам в Российской Федерации — Мухаммад Хусаини Бин Пплбидди Хдж Алауддин (прибыл 17 ноября 2022)
- Адрес посольства: 119034, Москва, Курсовой переулок, дом 7.

## Дипломатические отношения
Дипломатические отношения между СССР и Брунеем были установлены 1 октября 1991 года. В 1999—2002 годах советником-посланником в Москве был Махади Майдин. Первый посол Брунея прибыл в Россию в 2009 году. С февраля 2010 года в Брунее действует Посольство Российской Федерации.

## Послы Брунея в России
- Махади Васли (2001—2003)
- Джанин Ерих (2004—2007)
- Эмран Бахар (2009—2012)
- Хайни Хашим (2012—2022)[2]
- Пенгиран Мухаммад Хусейни Алауддин (с 2022)

## Галерея

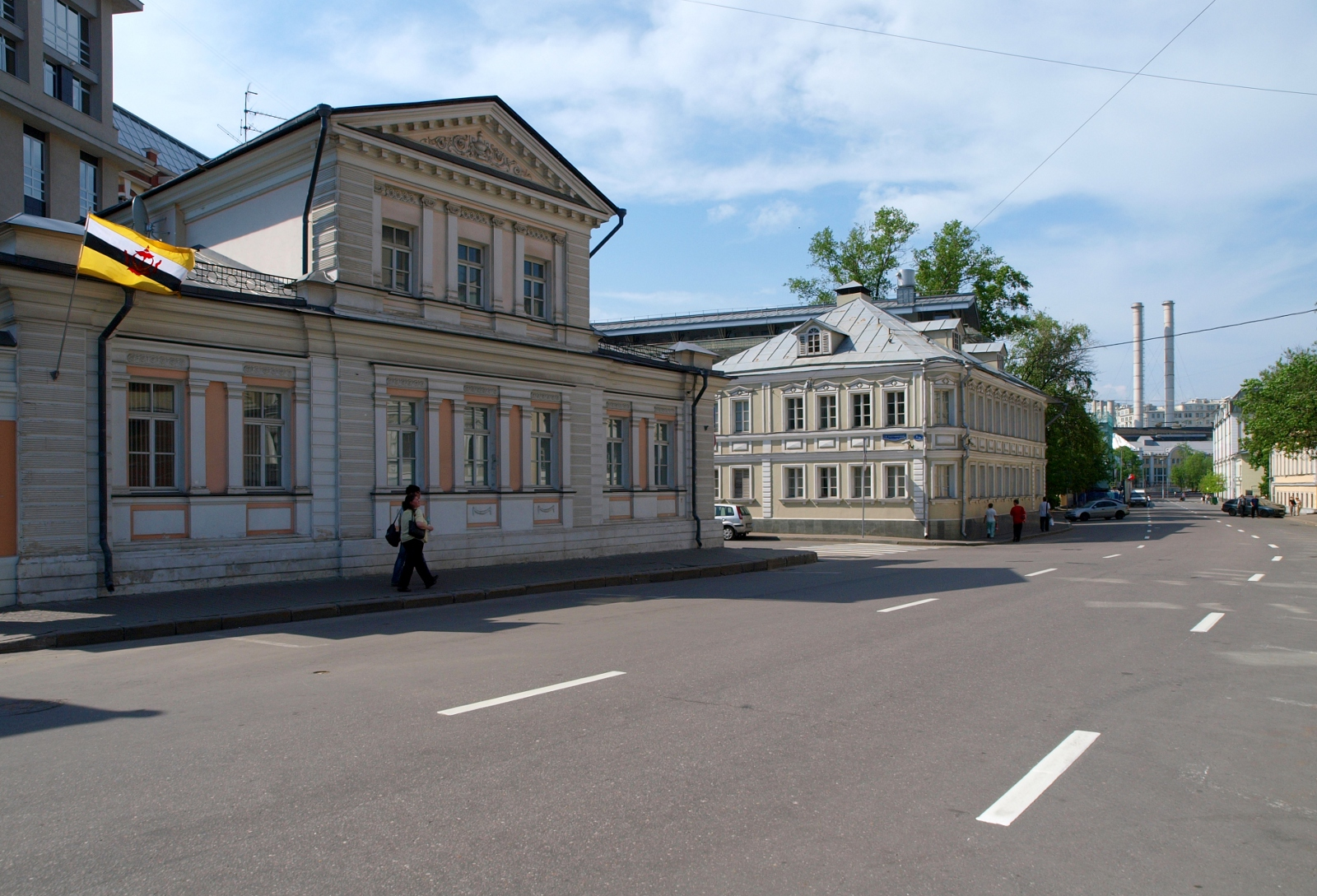
Старое здание посольства Брунея на улице Большая Якиманка (д. 12)